# Kelapa Sawit

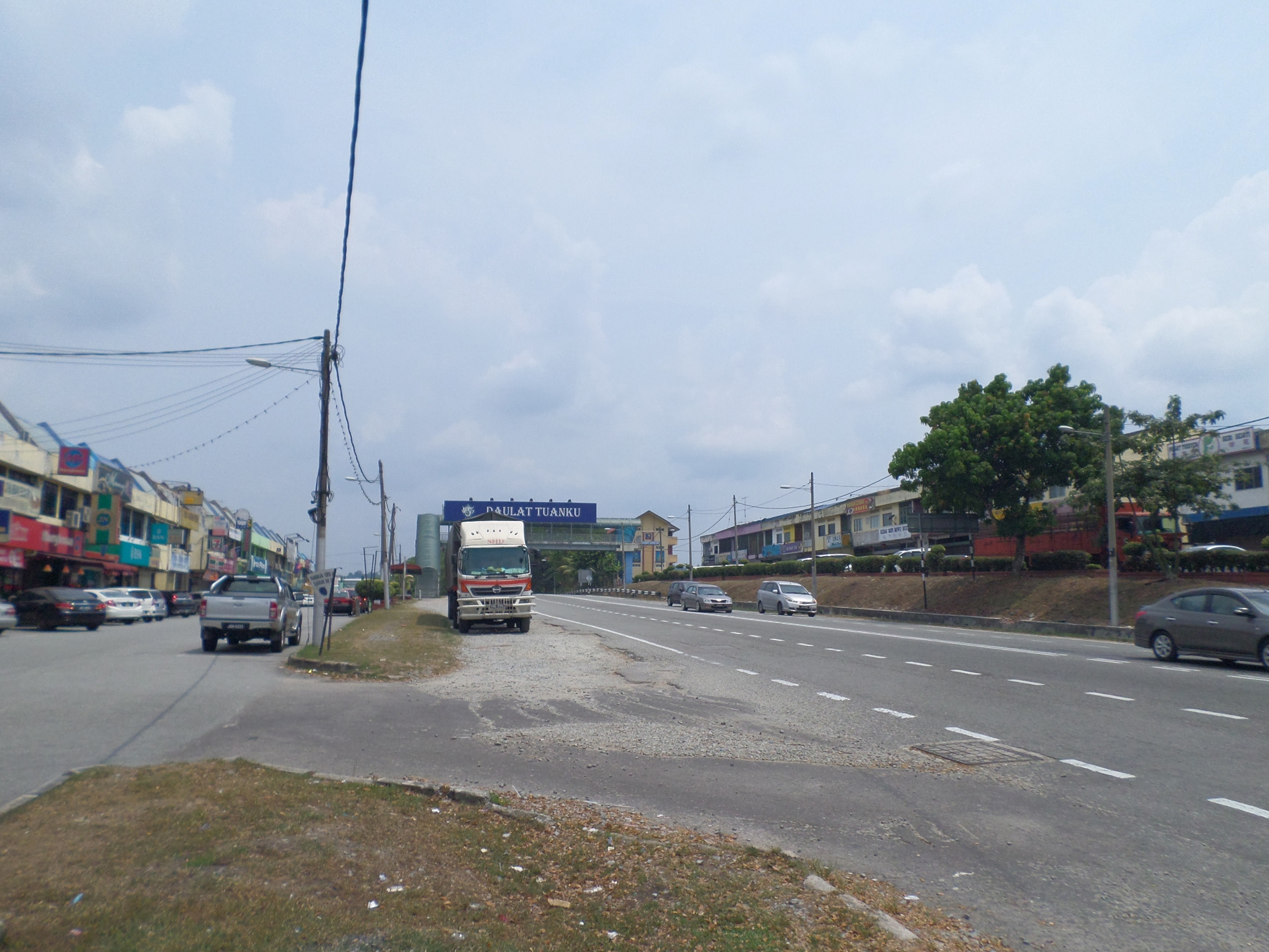
Kelapa Sawit

Kelapa Sawit is een plaats in de Maleisische deelstaat Johor.
Kelapa Sawit telt 6700 inwoners.